# San Juste (Huesca)
San Juste es una localidad española del municipio de Fiscal, perteneciente a la provincia de Huesca, en la comunidad autónoma de Aragón.

## Historia
Hacia mediados del siglo XIX, el lugar, por entonces con ayuntamiento propio, tenía contabilizada una población de 45 habitantes. Aparece descrito en el noveno volumen del Diccionario geográfico-estadístico-histórico de España y sus posesiones de Ultramar de Pascual Madoz con las siguientes palabras:

JUSTE (san): l. con ayunt. en la prov. de Huesca (12 leg.), part. jud. de Boltaña (3), aud. terr. y c. g. de Zaragoza (24), dióc. de Barbastro (10): se halla sit. en la ribera de Fiscal, dist. 800 pasos de la márg. der. del r. Ara, á la entrada de un vallecito, entre montes que se levantan por la parte de S. y O.; le combaten por lo regular los vientos del S. y N., y el clima es sumamente sano. Foman la pobl. 6 casas de buena construccion y comodidades, alineadas en una sola acera, y una pequeña casa en figura de torre cuadrada, denominada del Conde por ser propiedad del de Parsen; hay igl. (San Antonio Abad), aneja de la parr. de Liguerre, cuyo cura pasa á decir misa en los dias festivos; el cementerio bien ventilado se encuentra fuera de la pobl. hácia el N., y los vec. se sirven para beber y demas usos de las aguas de una fuente próxima. El térm. confina por N. r. Ara 5 minutos; E. Liguerre 1/4 de leg.; S. montes de Liguerre 3 minutos, y O. Borrastre 15 minutos: pasa por el térm. en direccion de E. á O. un arroyo denominado de San Juste, que teniendo su origen en una pardina llamada del Villar, y despues de haber proporcionado algun riego con sus aguas, se incopora con el Ara, que como digimos corre separado de la pobl. El terreno es de mediana calidad, comprende como una tercera parte de regadio. Los caminos en mal estado dirigen á Broto y Boltaña, de cuyos puntos recibe la correspondencia dos veces cada semana. prod.: trigo, judias, patatas, cáñamo y lino; pesca de truchas y anguilas. La ind. conocida es tan solo la agrícola y un molino harinero. pobl.: 6 vec., 45 alm. riqueza imp.: 6,237 rs. contr.: 836 rs.
(Madoz, 1847, p. 670)

El municipio de San Juste desapareció de cara al censo de 1857 y el término pasó a formar parte del de Fiscal. En 2023, la entidad singular de población tenía empadronados nueve habitantes y el núcleo de población, también nueve.